# Párkányi Városi Múzeum
A Párkányi Városi Múzeumot (szlovák nyelven Mestské múzeum Štúrovo) 2004 májusában nyitották meg a párkányi Városi Hivatal (önkormányzat) épülete mögött, a Vám utca/Pri colnici č. 2. szám alatti egykori Frankl-ház műemlék épületében.
A három kiállítóteremből álló bemutatóhely a település történetét és a környék néprajzi hagyományait dolgozza fel. A harmadik teremben időszaki képzőművészeti kiállításokat rendeznek.
A történeti rész gazdag újkőkori agyagedény-gyűjteményt mutat be a tárlókban a mai Párkány területén talált újkőkorszaki, a vonaldíszes kerámia kultúrájának zselizi csoportjához tartozó, a Kárpát-medencében eddig feltárt egyik legnagyobb településről. Három Árpád-kori oklevél másolata is megtekinthető település első említéseivel. Gazdag, részben 19. századi fotógyűjtemény tanúskodik a város korabeli állapotáról, a Mária Valéria híd építéséről.  
A múzeum időszaki kiállítása 2019 elején Nyáry Éva festőművész számos alkotását mutatta be.

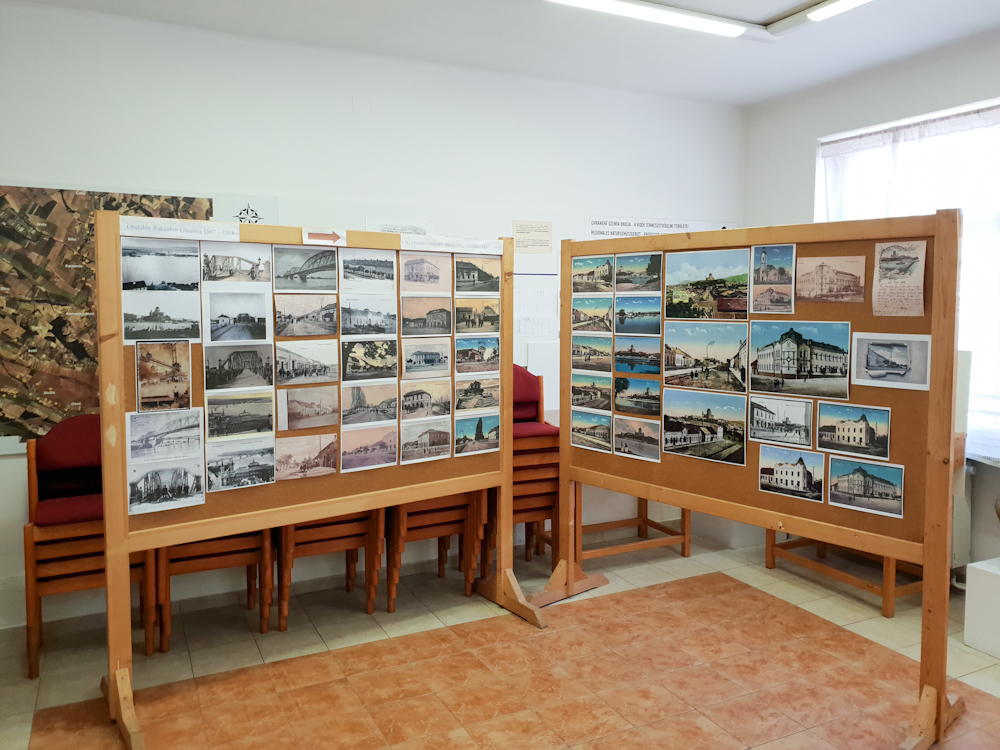
Régi fotók, képeslapok gyűjteménye
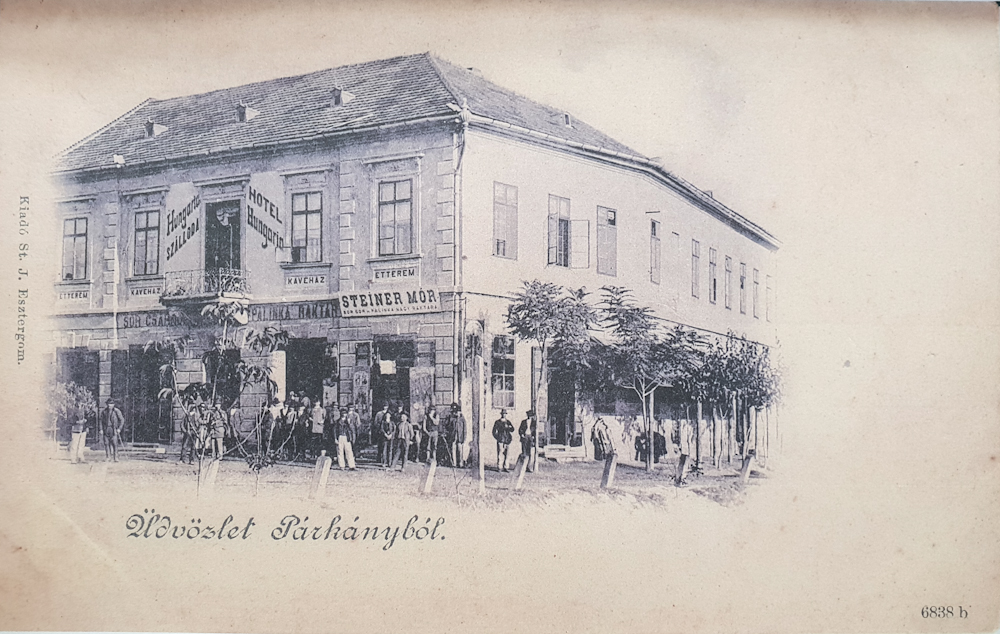
A Fő utca 2. számú épület a 19. század végén
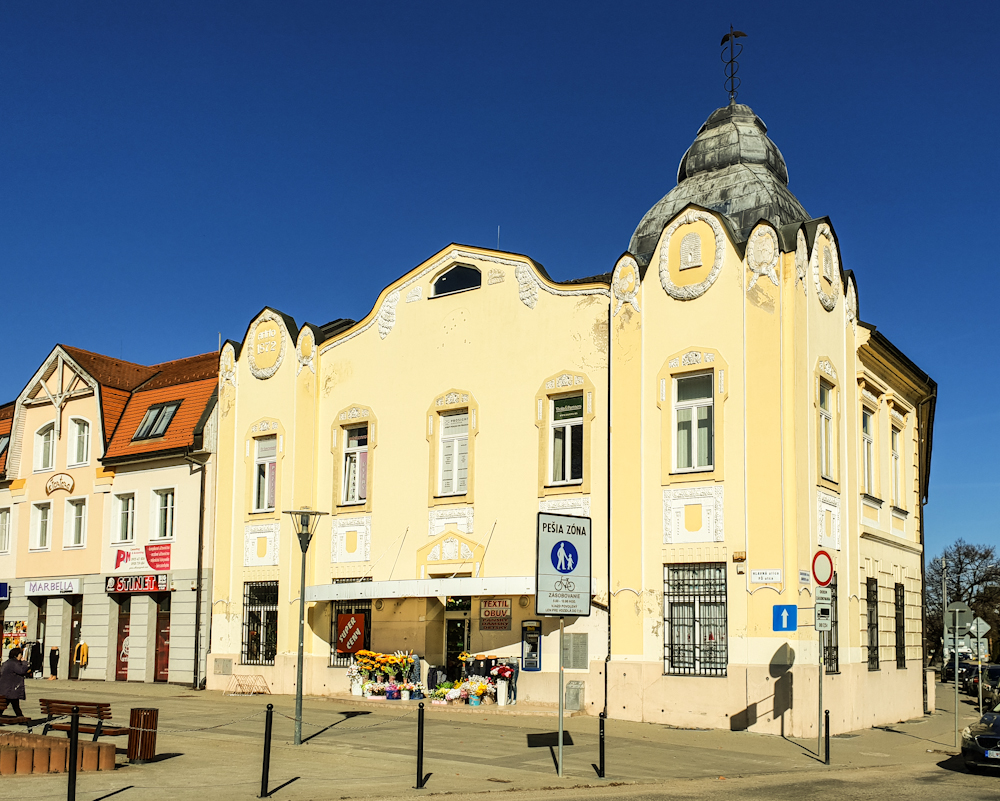
Összehasonlításképpen az idők folyamán kibővített Fő utca 2. számú épület 2019-ben
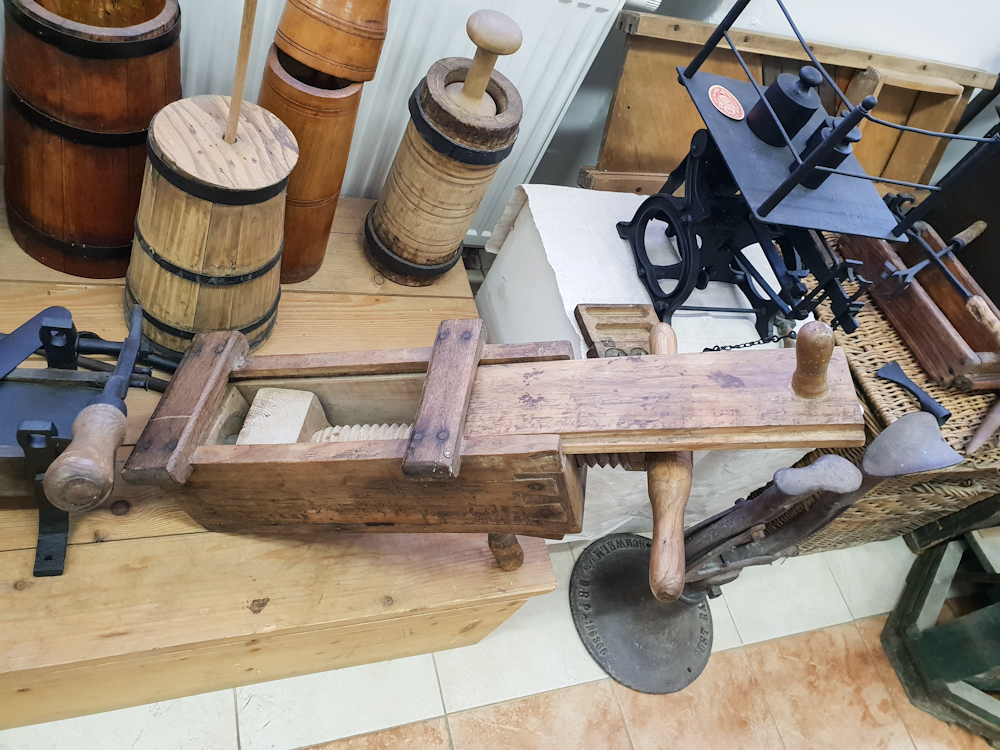
Kizárólag fából készült hurkatöltő